# Anthurium johnsoniae
Anthurium johnsoniae är en kallaväxtart som beskrevs av Thomas Bernard Croat. Anthurium johnsoniae ingår i släktet Anthurium och familjen kallaväxter. Inga underarter finns listade.